# 平良幸市
平良 幸市（たいら こういち、1909年〈明治42年〉7月23日 - 1982年〈昭和57年〉3月5日）は、日本の教育者、琉球政府及び沖縄県の政治家。
1976年から1978年まで沖縄県知事を務めた。沖縄県中頭郡西原町出身。

## 経歴
1909年（明治42年）7月23日生まれ。1928年（昭和3年）に沖縄師範学校を卒業する。
戦前は小学校の教師を務めていた。1942年から1944年まで沖縄県庁で行政職に従事し、沖縄戦時は防衛隊に召集されて米軍捕虜となった。1947年から1950年まで西原村長を務め、1950年に結成された沖縄社会大衆党に入党し、同党書記長や委員長を歴任する。1952年琉球政府立法院議員（- 1972年）、1972年沖縄県議会議員（- 1976年）を経て、1976年（昭和51年）の沖縄県知事選挙に屋良朝苗の後継者と立候補して勝利、沖縄県知事に就任する。
在任中は屋良朝苗前知事以来の政策を継承した。県主催の全戦没者追悼式で知事として初めて平和宣言をした。車の右側通行を本土と同じ左側通行にする交通方法に取り組んだ。しかし、交通制度改正に関連した予算折衝のため上京した際に脳血栓で倒れ、1978年11月に辞任した。
1982年3月5日死去。72歳没。
私文書が梅子夫人により1995年に沖縄県公文書館へ寄贈され、2005年より公開されている。

## 政策
- 米国基地に対しては、計画的返還と有効な跡地利用を図るため、軍用地転用特措法案要綱を策定した[要出典]。
- 沖縄の産業まつりを企画するなど、地場産業の育成を進めた[要出典]。また総合交通体系の基本構想を策定し、モノレール導入を計画した[要出典]。あわせて、琉球大学医学部設置促進、離島僻地地域対策なども政策に掲げた[3]。